# 195 Carinae
195 Carinae (P Carinae) é uma estrela na direção da Carina. Possui uma ascensão reta de 10h 27m 24.48s e uma declinação de −57° 38′ 19.7″. Sua magnitude aparente é igual a 4.65. Sua magnitude absoluta é igual a . Pertence à classe espectral A6Ia. É uma estrela variável cefeida.